# لي بيرسون (فارس سباق)
لي بيرسون (بالإنجليزية: Lee Pearson)‏ هو فارس سباق بريطاني، ولد في 4 فبراير 1974 في ستوك أون ترينت في المملكة المتحدة.

## روابط خارجية
- لي بيرسون على موقع الاتحاد الدولي للفروسية (الإنجليزية)
- لي بيرسون على موقع FEI (رابط بديل) (الإنجليزية)
- لي بيرسون على موقع Paralympic.org (الإنجليزية)
- لي بيرسون على موقع اللجنة البارالمبية البريطانية (الإنجليزية)